# Killer Barbys (película)
Killer Barbys es una película de terror, gore y musical estrenada en 1996 dirigida por Jesús Franco. Protagonizada por Santiago Segura, Mariangela Giordano y Aldo Sambrelli la cinta fue la primera de las dos películas ambientadas en el entorno del grupo punk Killer Barbies.
La película, rodada con escaso presupuesto, tuvo un cierto éxito comercial y supuso el redescubrimiento por parte de una nueva generación de espectadores del director y su filmografía.

## Trama
El grupo punk Killer Barbies está enfrascado en una gira de conciertos que les lleva a recorrer diferentes lugares de España. Una noche tras finalizar un concierto y de regreso a casa, mientras conducen a través por una carretera solitaria, la camioneta tiene un accidente y se estropea. 
Un siniestro anciano invita al grupo a pasar la noche en el castillo de la condesa Von Fledermaus y se presenta como su secretario Arkan. Arkan indica a los jóvenes que el mecánico más cercano está a 62 kilómetros del lugar y les ofrece alojamiento en el castillo: la condesa tiene una vida muy aburrida y le divierten las historias que les cuentan la gente joven. Flavia, Rafa y Mario aceptan la invitación, pero Billy y Sharon prefieren quedarse follando en la camioneta. 
Cuando los músicos se encuentran con la condesa descubren con sorpresa que ella es la antigua artista Olga Luchan y se preguntan cómo podría mantenerse tan joven. Descubren que el secreto de la belleza de la condesa es la sangre de los jóvenes. De este modo los jóvenes se convertirán en víctimas de la mujer, de un psicópata y de otro extraño personaje que aparece por los alrededores. Todo acabará con un baño de sangre y vísceras pero con un inesperado final feliz.

## Reparto
- Santiago Segura - Baltasar
- Mariangela Giordano - Condesa (Countess)
- Aldo Sambrell - Arkan
- Charlie S. Chaplin - Mario
- Silvia Superstar - Flavia
- Carlos Subterfuge - Rafa
- Los Angeles Barea - Sharon
- Billy King - Billy
- Pepa López - Pipa
- Alberto Martínez - Pipo
- Enrique López Lavigne
- Javier Bonilla

## Recepción
La película obtiene pobres valoraciones en los portales y revistas de información cinematográfica. La revista Fotogramas la califica con 1 estrella de 5.
En IMDb Killer Barbys obtiene una puntuación de 3,2 sobre 10 con 658 votaciones.

"La gente que dice que esta es la peor película de Jesús Franco obviamente no ha visto demasiadas películas de Jesús Franco. Esto tiene las mismas características de muchas películas de Franco: la historia simple, el presupuesto inexistente, la realización incompetente, la actuación terrible y el doblaje en inglés es aún peor. Esta película es básicamente una promoción extendida para Killer Barbies, una versión española menos talentosa de The Cramps con una cantante femenina sexy, Sylvia Superstar, que hace que Britney Spears parezca recatada por comparación. Afortunadamente su música es mucho mejor que la de Britney Spears."
Crítica de Lazarillo en IMDB 

En FilmAffinity la película obtiene una puntuación de 2,7 sobre 10 con 1.034 votos.

"Yo suelo ser muy benévolo con las pelis de tito Jess, pero es que esta peli es tan mala y tan cutre que no hay por donde cogerla. Además mete como protagonista al payaso de Santiago Segura, aprovechando el tirón de El día de la bestia, cuya actuación resulta más vomitiva que los muñecos que usan como cuerpos defenestrados. Por más de una vez he pensado que iban a aparecer Chiquito de la Calzada y Bigote Arrocet como en una continuación de Brácula: Condemor II. Hay algunas escenas de sexo y de desnudos, para amenizar la velada, pero que no compensan el resto del bodrio. A veces digo que una película es totalmente prescindible. En esta ocasión me atrevería a afirmar que debería ser evitada".
Crítica de echulin en FilmAffinity 